# Морозов, Егор Андреевич
Егор Андреевич Морозов (род. 30 сентября 2002, Пермь) — российский хоккеист, защитник. Мастер спорта России (2024).

## Биография
На детско-юношеском уровне играл за команды «Молот» Пермь (2010—2013), «Торос» Нефтекамск (2014—2018), «Нефтяник» Альметьевск (2018—2019).
Сезон 2019/20 начал в команде МХЛ «Спутник» Альметьевск, затем играл за команды ВХЛ «Молот-Прикамье» (2019—2020) и «Зауралье» (2020). Сезон 2020/21 завершил в «Спутнике». В сезоне 2021/22 играл за «Дизель» (ВХЛ) и «Реактор» (МХЛ). В сезонах 2022/23 — 2023/24 выступал в команде ВХЛ «Сокол» Красноярск. 3 мая 2024 года перешёл в тольяттинскую «Ладу». Сезон 2024/25 начал в фарм-клубе ЦСК ВВС Самара из ВХЛ. 30 сентября в гостевом матче против «Металлурга» (1:2) дебютировал в КХЛ.